# 頸斑尖豬魚
頸斑尖豬魚（学名：Leptojulis lambdastigma），又名頸斑藍胸魚、柳冷仔、頸斑鸚鯛，为輻鰭魚綱鱸形目隆頭魚亞目隆頭魚科藍胸魚屬下的一个种，分布於西太平洋的台灣及菲律賓海域，棲息深度60-91公尺，體長可達13.6公分，生活習性不明。